# 1 Brygada Zaporowa
1 Samodzielna Brygada Zaporowa – związek taktyczny ludowego Wojska Polskiego.
Sformowana w drugiej połowie 1944 na Ukrainie w okresie od 27 lipca do 23 sierpnia 1944 na wzór sowieckich oddziałów specjalnych, tzw. "zagraditielnych otriadow".

## Zadania brygady
Brygada wykonywała dość specyficzne zadania. Czuwała nad porządkiem i bezpieczeństwem na zapleczu jednostek walczących. Przede wszystkim zwalczała wszelkie przejawy dywersji, maruderstwa i dezercji.
Obok tych zadań pododdziały zaporowe pełniły także służbę garnizonową, ochraniając ważniejsze obiekty wojskowe i państwowe.

## Skład
- Dowództwo i sztab
- 3 samodzielne bataliony zaporowe
- grupa manewrowa

## Działania
Po sformowaniu skierowano brygadę do Chełma Lubelskiego. Pod koniec września 1944 brygada została przetransportowana do Majdanka, gdzie ochraniała obiekty Polskiego Komitetu Wyzwolenia Narodowego i siedzibę Sztabu Głównego WP.
W czasie stacjonowania na Lubelszczyźnie wzięła udział w walkach przeciw zbrojnemu podziemiu niepodległościowemu.
W marcu 1945 pododdziały brygady stacjonowały w Warszawie i pełniły służbę garnizonową. Również i w powiecie garwolińskim brała udział w likwidacji zbrojnego podziemia.
Na początku czerwca 1945 przeorganizowano ją na 9 pułk bezpieczeństwa i samodzielny batalion ochrony. Nowo sformowane oddziały podporządkowano Ministerstwu Bezpieczeństwa Publicznego.